# محمد لطفي بن يحيى
محمد لطفي بن يحيى عالم دين مسلم ورئيس جمعية أهل الطريقة المعتبرة النهضية بإندونيسيا. وهو يتولى رئاسة جميع الطرق الصوفية في جمهورية إندونيسيا وقد أجازه جميع مشايخه وأساتذته للإجازات والبيعة والإرشاد. كما أنه رئيس مجلس العلماء الإندونيسي بجاوة الوسطى، وعضو في المجلس الاستشاري الرئاسي الإندونيسي، ومن كبار أعضاء جمعية نهضة العلماء ومؤسسة آل البيت للفكر الإسلامي. يتصف بالمعاملة الحسنة لأهل وطنه من جميع الأديان ويأتيه الناس من العلماء والأمراء والتجار والسياسيون للاستشارة وأخذ النصحية منه.

## نسبه
محمد لطفي بن علي بن هاشم بن عمر بن طه بن حسن بن طه بن محمد القاضي بن طه بن محمد بن شيخ بن أحمد بن يحيى بن حسن بن علي العناز بن علوي بن محمد مولى الدويلة بن علي بن علوي الغيور بن الفقيه المقدم محمد بن علي بن محمد صاحب مرباط بن علي خالع قسم بن علوي بن محمد بن علوي بن عبيد الله بن أحمد المهاجر بن عيسى بن محمد النقيب بن علي العريضي بن جعفر الصادق بن محمد الباقر بن علي زين العابدين بن الحسين السبط بن الإمام علي بن أبي طالب، والإمام علي زوج فاطمة بنت محمد ﷺ.
فهو الحفيد 35 لرسول الله محمد ﷺ في سلسلة نسبه.

## مولده ونشأته
ولد في بيكالونغان وهي بلد تقع في جاوة الوسطى من جمهورية إندونيسيا في السادس والعشرين من شهر ذي الحجة سنة 1366 هـ الموافق للعاشر من شهر نوفمبر سنة 1947 م. نشأ في تربية والده الحبيب علي ثم ذهب إلى سيربون للاستزادة من العلم سنة 1380 هـ/ 1960 م برباط المتعلمين ببندا كرف ثم تيقال وغيرها. وسافر إلى الحرمين لأداء فريضة الحج وأداء العمرة وزيارة جده المصطفى. وأخذ علم الشريعة والطريقة والتصوف عن علماء منهم عمه حسين بن هاشم بن يحيى.

## وصلات خارجية
- Manaqib Habib Hasan bin Thaha bin Yahya - Majlis Ta’lim Darul Hasyimi.
- Kisah Pengembaraan Buyut Habib Luthfi bin Yahya - umma.